# Aldea Salto
Aldea Salto é uma junta de governo da Entre Ríos, na Argentina.